# Клеомброт I
Клеомброт Ι (грч. Κλεόμβροτος; умро 5. августа 371. п. н. е.) био је спартански краљ из династије Агијада од 380. године до своје смрти. Током његове владавине вођен је Беотијски рат којим је завршена хегемонија Спарте. Погинуо је у бици код Леуктре 5. августа 371. п. н. е.

## Беотијски рат
Клеомброт је наследио свога брата Агесиполиса Ι. Још на почетку његове владавине избио је Беотијски рат. Тебанци под вођством Пелопиде и Епаминонде збацили су олигархе и успоставили у Беотији демократско државно уређење поново оснивајући Беотијски савез. Клеомброт је притекао у помоћ олигарсима, али је поход завршен неуспехом. Епаминонда га је поразио и приморао га на повлачење на Пелопонез. Један од његових војсковођа, Сфордија, одвојио се и напао Атику, али је и овај поход завршен неуспехом. Послужио је Атини да раскине мир са Спартом, оснује Други атински поморски савез и придружи се Беотији у рату. Спартанци су поражени на свим фронтовима; флота им је уништена у бици код Наксоса. Године 371. п. н. е. закључен је мир са Атином, али је рат настављен против Беотије и Тесалије.

## Смрт
Ефори су наредили краљу Клеомброту да нападне Тебу. Клеомброт је морао да послуша, иако је био присталица склапања мира. По савету Епаминонде, Беоћани не узмичу већ дочекују „непобедиву“ спартанску армију. Одлучујућа битка одиграла се код Леуктре 371. п. н. е. Тебанска армија од 7000 војника под командом Епаминонде је тактиком „косог строја“ поразила спартанску армију од 10.000 људи. За победу су заслужни одреди Свете чете који су се састојали од 300 војника аристократа. У бици је погинуо и краљ Клеомброт. Спартанска хегемонија је завршена, а отпочела је деветогодишња Тебанска хегемонија.